# Tomás Carrascón de las Cortes y Medrano

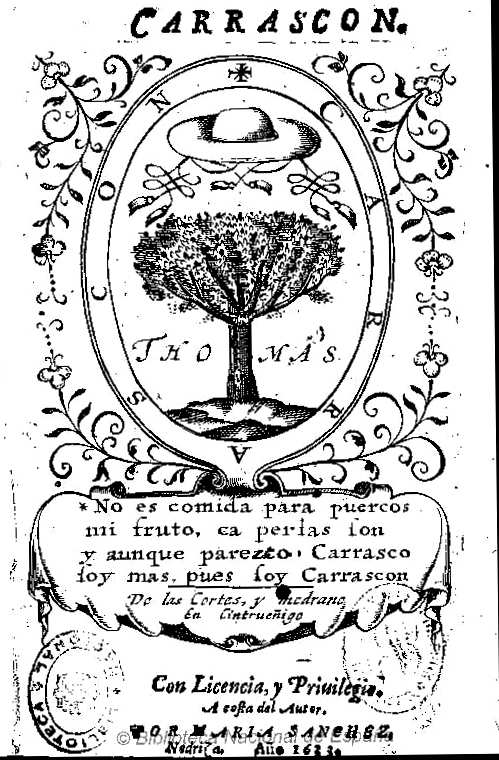
Grabado calcográfico de portada del Carrascón, 1633. Leyenda bajo la carrasca o encina, empresa del autor: «No es comida para puercos / mi fruto, ca perlas son / y aunque parezco Carrasco / soy más pues soy Carrascón. / De las Cortes y Medrano / En Cintruénigo [...] por María Sánchez, Nodriza Año 1633 ».

Tomás Carrascón de las Cortes y Medrano (Cintruénigo, Navarra, 21 de diciembre de 1595-¿Londres?, ca. 1633) fue un reformista español, canónigo de la catedral de Hereford. Tras profesar en la Orden de San Agustín marchó a Inglaterra, donde, converso al anglicanismo, escribió en latín y castellano obras de propaganda protestante.

## Biografía
Hijo de García Carrascón de Medrano y Margarita de las Cortes, nació en Cintruénigo el 21 de diciembre de 1595. De familia hidalga, sus padres eran usufructuarios de un mayorazgo en la misma villa de Cintruénigo, que daba a la familia para vivir con holgura, y de una hacienda en Ágreda (Soria), de donde procedían y eran tenidos por hijosdalgos los carrascones. Era el quinto hijo de una familia de ocho hermanos, como él mismo explicaba a sus hijas Marta y María en la dedicatoria del Carrascón y se confirma por el documento que, en mayo de 1613, dirigió su padre al Consejo Real solicitando licencia para avalar con el mayorazgo la obtención de un préstamo del que tenía necesidad para liberar de la cárcel al mayor de los hermanos, que había herido gravemente al portero real, Pedro Castillo, residente en Tudela.
Se matriculó de primer año en la Universidad de Salamanca el 20 de octubre de 1611, como consta por los libros de matrícula, y en ella, según su propia declaración, obtuvo el grado de bachiller en Teología. Su posterior biografía puede seguirse por los datos dispersos que proporcionó en algunas de sus obras. Conventual agustino, pasó a estudiar Artes en el Real Monasterio de San Agustín de Burgos, donde se encontraba el célebre Cristo, uno de los objetos de sus aceradas críticas, al que se atribuían «infinitos milagros que los frailes daban a conocer a diario», según escribía en Miracles Unmasked, opúsculo publicado en Londres en 1625, para añadir que cuando él estuvo allí no pudo ver ninguno a pesar de haberse esforzado diligentemente. En el convento burgalés, ampliaba en el Carrascón, «comencé a dudar de la verdad dellos –los milagros–, y cuando me mudé de aquel momento, ya no dudava, antes tenía por cosa indubitada y cierta, como agora, que no el Crucifixo, sino los Frayles hazían, o por hablar más propiamente, fingían los milagros».
Sin otros datos del proceso de conversión, esta debía de estar ya completa en 1621, cuando se le localiza en Londres. En Inglaterra hizo, por encargo del lord guardasellos John Williams, obispo de Lincoln, una traducción del Book of Common Prayer, la Liturgia o Libro de rezado público, con intención de catequizar a María, hermana de Felipe IV, si finalmente contraía matrimonio con el príncipe de Gales, luego Carlos I de Inglaterra. Además publicó en 1623 Hispanus conversus, primero en latín y luego traducido al inglés como Texeda retextus (1623), Los milagros desenmascarados y Scrutamini Scripturas: an exhortation of a Spanish converted monk, collected out of the Spanish Authors themselves (Londres, 1624), con materiales en gran parte tomados de autores españoles que luego incorporaría al más célebre de sus libros, el conocido simplemente como el Carrascón. Muerto Jacobo I (1625), que le había hecho canónigo de Hereford, «con el rey murió mi esperanza» —de mayores ascensos—, según dirá en el Carrascón, y retirado a Hereford se dedicó a redactar la que quería fuese su magna obra, de la que el Carrascón, para cuya publicación hubo de marchar a Holanda, era solo una primera parte o anticipo.
Marcelino Menéndez Pelayo que, siguiendo a Benjamin B. Wiffen, creía que el verdadero nombre de su autor era Fernando de Tejeda, dice del Carrascón que: 

Es obra ingeniosa, escrita con agrado, y que se lee sin fatiga. No carece de donaire y abundancia de lengua, aunque a veces degenera su estilo en paranomasias y retruécanos. Una parte del libro es contra el culto de las imágenes y contras las órdenes monásticas, sin gran novedad ni agudeza en los chistes: otra, y es la más seria y erudita, se dirige contra la autoridad de la Vulgata, aunque la mayor parte de sus ataques caen en falso, pues atribuye a los católicos en general las opiniones particulares de tal o cual autor de poco crédito en las escuelas teológicas: v.gr.: Fr. Antonio de Guevara, a quien se le antojó sostener que los ejemplares hebreos de la Escritura se hallaban corrompidos por la malicia y perversidad de los judíos. Como ningún hebraizante formal sostiene semejante dislate, las observaciones, por lo demás atinadas, de Fernando de Tejeda, son pólvora en salvas. Se manifiesta muy leído en autores castellanos aun de amena literatura, sobre todo de los que hablaron mal de frailes y monjas.

También Marcel Bataillon destacó el extenso uso que Carrascón –para él Texeda– hacía de los autores de la Contrarreforma española, en especial del «divino Arias Montano» y de los «Luises» –Luis de Granada y Luis de León–, «que como luces, comenzaron a alumbrar y lucir en medio de las tinieblas más que egipciacas del papismo español», para descalificar con sus escritos los postulados de los que llamaba papistas españoles en aquellos puntos que más le preocupaban: la libre lectura de la Biblia, la superioridad del texto hebreo sobre la supuesta autoridad de la Vulgata, la idolatría del culto a las imágenes, la falsa creencia en la perfección de la vida monacal y la explotación de los milagros.